# Amjad Hussain Farooqi
Amjad Farooqi, znany także jako Amjad Hussain (1972, Pundżab - 26 września 2004), jeden z najbardziej poszukiwanych terrorystów pakistańskich.
Brał udział w walkach z Hindusami w Kaszmirze; był bliski ideologii Al Kaidy, nie jest jednak pewne, czy miał z organizacją faktyczne powiązania (podejrzewano, że był bliskim współpracownikiem jednego z liderów Al Kaidy, Khalida Shaikha Mohammeda, aresztowanego w Pakistanie w 2003). Prawdopodobnie był zamieszany w zabójstwo amerykańskiego dziennikarza Daniela Pearla (styczeń 2002), a także w próby zamachu na prezydenta Pakistanu Perveza Musharrafa 14 i 25 grudnia 2003. Brał udział w porwaniu samolotu indyjskiego do Kandaharu (Afganistan) w 1999.
Został zabity przez armię pakistańską.